# Collectine
Les collectines sont des lectines complexes présentant une dualité : une partie lectine spécialisée dans la fixation sur des polysaccharides et une partie de type collagène responsable d'autres interactions. 
Elles peuvent détruire certaines bactéries, soit directement en altérant leurs lipides membranaires, soit en les agrégeant, les rendant ainsi plus sensibles à la phagocytose.